# Eumantispa moluccensis
Eumantispa moluccensis är en insektsart som beskrevs av Eduard Handschin 1961. Eumantispa moluccensis ingår i släktet Eumantispa och familjen fångsländor. Inga underarter finns listade i Catalogue of Life.